# 荒原美咲
荒原 美咲（あらはら みさき）は、日本の女優である。
ムーン・ザ・チャイルド所属していたが、近年事務所からの公式発表はない。2001年に映画『葉っぱのフレディー』で芸能界デビュー。身長156cm。

## 出演

### テレビドラマ
- 火曜サスペンス劇場 緊急救命病院（2003年6月24日、日本テレビ）松浦温子（幼少）役
- 赤い運命（2005年、TBS）孤児役
- 夢路（2007年9月9日、TBS）

### CM
- ダイドードリンコ デミタスコーヒー（2003年）
- 小学館 小学一年生（2004年）

### 映画
- 葉っぱのフレディー（2001年、キネマ東京）孫娘 役

### 舞台
- ミュージカル アニー（2004年）モリー役
- ミュージカル アニー（2006年）ケイト役
- リーディングミュージカル やさしいライオン（2008年）